# San Justo (Spanyolország)
San Justo egy község Spanyolországban,  Zamora tartományban. San Justo Rosinos de la Requejada községgel határos. Lakosainak száma 215 fő (2024).

## Népesség
A település népessége az utóbbi években az alábbiak szerint változott:
| Lakosok száma | 368  | 337  | 304  | 298  | 272  | 246  | 230  | 208  | 197  | 215  |
|               | 2001 | 2004 | 2007 | 2009 | 2012 | 2014 | 2017 | 2019 | 2022 | 2024 |